# Andrew Alleyne
Andrew McArthur Alleyne (13 novembre 1968) è un ex cestista barbadiano.

## Carriera
Con Barbados ha disputato i Campionati americani del 1995.